# Список глав государств в 55 году
| 54 ← Список глав государств по годам → 56 |

## Африка
- Мероитское царство — Аманитенмемиде, царь  (ок. 47 — ок. 62)

## Азия
- Адиабена:
  - Изат II, царь (ок. 34 — ок. 55)
  - Монобаз II, царь (ок. 55 — сер. 70-х)
- Анурадхапура — Яссалалака, царь (52 — 60)
- Армения Великая:
  - Радамист, царь (51—53, 54—55)
  - Трдат I, царь (53 — 54, 55 — 58, 62 — 88)
- Армения Малая:
  - Котис IX, царь (38 — 54/55)
  - Аристобул Халкидский, царь (54/55 — 72)
- Иберия — Фарсман I, царь  (1 — 58)
- Индо-парфянское царство — Абдагас, царь (ок. 46— ок. 60)
- Китай (династия Восточная Хань) — Гуан У-ди (Лю Сю), император (25—57)
- Коммагена — Антиох IV,  царь (38 — 40, 41 — 72)
- Корея (Период Трех государств):
  - Когурё — Тхэджохо, тхэван (53 — 146)
  - Пэкче — Тару, тхэван (29 — 77)
  - Силла — Юри, исагым (24 — 57)
- Кушанское царство — Куджула Кадфиз, царь (ок. 30 — ок. 80)
- Набатейское царство — Малику II, царь (40—70)
- Осроена — Ману V, царь  (50 — 57)
- Пэкче — Тару (29—77)
- Парфия — Вологез I,  шах (51 — 78)
- Понтийское царство — Полемон II, царь (38 — 62)
- Сатавахана — Гауракришна, махараджа (31 — 56)
- Харакена — Аттамбел IV,  царь (54/55 — 63/64)
- Хунну:
  - Хуханье II, шаньюй (48 — 55)
  - Мо, шаньюй (55 — 56)
- Элимаида — Ород II,  царь (ок. 50 — ок. 70)
- Япония — Суйнин, тэнно (император) (29 до н. э. — 70 н. э.)

## Европа
- Боспорское царство — Котис I, царь (45 — 63)
- Дакия — Скорило, вождь (29 — 68)
- Ирландия — Фиаха Финдолайд, верховный король (39 — 56)
- Ицены — Прасутаг, тигерн (ок. 47 — 60)
- Римская империя:
  - Нерон, римский император (54—68)
  - Нерон, консул (55)
  - Луций Антистий Вет, консул (55)

## Галерея
- Нерон 
 54—68 
 Император Римской империи
- Вологез I 
 51—78 
 Шах Парфии
- Гуан У-ди 
 25—57 
 Император Восточной Хань
- Суинин 
 29 до н.э.—70 
 Император Японии